# Crepaja
Crepaja (en serbe cyrillique : Црепаја ; en hongrois : Cserépalja) est une localité de Serbie située dans la province autonome de Voïvodine. Elle fait partie de la municipalité de Kovačica dans le district du Banat méridional. Au recensement de 2011, elle comptait 4 364 habitants.
Crepaja est officiellement classée parmi les villages de Serbie.

## Démographie

### Évolution historique de la population
| 1948  | 1953  | 1961  | 1971  | 1981  | 1991  | 2002  | 2011  |
| ----- | ----- | ----- | ----- | ----- | ----- | ----- | ----- |
| 4 641 | 4 914 | 5 516 | 5 289 | 5 369 | 5 128 | 4 855 | 4 364 |

|  |